# Język ghotuo
Język ghotuo, inaczej otwa lub otuo – język edoidalny z grupy północno-środkowej, używany w Ogbodo, w miejscowym rejonie rządowym Owan Wschodni w Nigerii.